# Mundžuk
Mundžuk (368 – 434) byl hunský náčelník, bratr hunských vládců Rugily a Octara a otec Bledy a Attily.
Není jisté, jakou hodnost zastával mezi Huny. V letech 415-420 měl být podle některých pramenů hunským velkokrálem. V pramenech je Mundžuk zmiňován pouze okrajově, zemřel snad roku 434. Po Mundžukově smrti se o jeho syny postaral vládce Rugila. V maďarštině známý pod jménem Bendegúz také vystupuje v maďarské hymně jako předek Maďarů.

## Etymologie
Jméno náčelníka Mundžuka bylo zaznamenáno jako Mundzucus Jordanesem, jako Mundiucus Cassiodorem, jako Μουνδίουχος (Moundioukhos) byl zapsán Priskem a jako Μουνδίου (Moundiou) ho zaznamenal Theofanes z Byzance. Maďarští jazykovědci Gyula Németh a László Rásonyi se domnívali, že je jméno Mundžuka transkripcí turkického munčuq, munʒuq, minʒaq, bunčuq, bonʒuq, mončuq, což může znamenat  „šperk, perla, korálek“ či „vlajka“ . Ukrajinský historik Omeljan Pritsak soudil, že jméno gepidského vojevůdce Munda vychází ze stejné etymologie jako jméno Mundžuka.